# 승동교회
승동교회(勝洞敎會)는 서울특별시 종로구 인사동에 있는 대한예수교장로회(합동)에 속한 개신교회이다. 민족주의적인 색채가 짙은 교회로 출발하였으며, 민중 교우들이 많아 민중교회로도 여겨졌다. 승동교회는 서울 및 경기도 내 장로교회의 모교회적(母敎會的)인 역할을 담당하기도 하였다. 교회 건물이 2001년 4월 6일 서울특별시의 유형문화재 제130호로 지정되었다.

## 역사
이 교회의 설립 과정을 보면 1894년에 사무엘 무어(Moore, Samuel Forman) 선교사가 곤당골에 곤당골 교회를 설립하였다. 그 후에 백정 출신인 박성춘씨가 세례를 받게 됨으로, 양반들이 갈라져 나가 동현(銅峴)에 홍문동교회(弘文洞敎會)를 세웠다. 이 교인 중에는 독립협회계(獨立協會系) 인사들이 있었는데, 이들은 선교사를 구타하여 축출하려는 계획을 세웠다. 이 일로 교인들은 분파되어 각기 교회를 세웠다. 독립협회계 교인들은 1904년 승동교회를 세웠고, 나머지 교인들은 남대문교회로 발전했다. 남대문교회는 북장로교 병원인 세브란스병원을 설립하기도 하였다.
1919년 2월 20일 이 교회 지하에서는 당시 경성의 각 전문학교 대표자 20여명이 모여 3ㆍ1운동의 지침과 계획을 논의한 바 있다. 또 이 교회에서 대한여자기독교청년회연합회(YWCA)가 창립되어 여성들의 사회활동과 봉사에 일익을 담당하는 계기를 만들기도 했다. 3.1운동때 독립선언문이 이 교회 지하실에서 극비리에 인쇄가 되어 당시 당회장 차상진 목사가 일경에 의해 고초를 겪었다. 이렇게 승동교회는 일제 때의 민족운동과 사회운동에 큰 역할을 하였다.

## 역대 담임목사
역대 담임목사 중 독립운동가가 수많이 배출되었다.
- 1대 사무엘 무어(S.F Moore) 1893.3~1901.11.
- 2대 윌리엄 데이비스 레이놀즈(W.D. Reynolds) 1902.9~1906.2.
- 3대 곽안련(C.A. Clark) 1906.3~1924.6
- 4대 이여한 1915.7~1916.9.20
- 5대 차상진 1917.6.19~1922.1
- 6대 김영구 1922.9.9~1928.5.20.
- 7대 이재형 1924.12.28.~1928.7.8.
- 8대 박용희 1928.8.~1935.4.
- 9대 김익두 1935.7.8.~1938.7.10.
- 10대 오건영 1938.12.11.~1942 11.
- 11대 이덕흥 1941.5.~1948.8.
- 12대 홍대위 1948.10.~1951.1
- 13대 이대영 1954.5.22.~1968.11.2.
- 14대 박일웅 1968.11.10.~1991.2.25.
- 15대 박상훈 1991.2.25~2018.2.13.
- 16대 최영태 2018.11.~현재

## 건축물
한옥식 건축이었던 구 곤당골교회에서 후에 1907년 평양대부흥운동의 영향으로 서울에 찾아온 길선주 목사의 설교로 승리하는 교회라는 뜻의 "승동(勝洞)"의 이름으로 교회이름을 바꾸었다. 그에 맞추어 현대건축으로 탈바꿈한 승동교회 건물은 지하 1층 지상 2층, 약 200평 규모이며, 설계자와 시공자는 곽안련(Clark Allen) 목사(3대)이다. 지금은 주변 건물에 가려져 있으나, 설립 당시에는 주변 건물에 비해 높은 편이었다. 지붕 형태는 십자형 박공지붕인데, 전면의 박공은 크고, 측면의 것은 2단으로 처리되었는데 현재는 내부의 제단을 넓히면서 후면에 2단 박공처리되었다. 정면에서 중앙부는 대형 아치창(현재는 현대적인 사각창호로 개조됨)을, 그 좌우는 소형 아치 개구부(현재는 현대적인 출입구로 개조됨)를 두고, 박공에는 원형 창을 냈다.
- 규모·양식 : 지하 1층, 지상 2층, 면적 773.56m2, 로마네스크풍
- 재료 : 구조- 벽돌조, 외장재- 적벽돌

## 참고 자료
- 승동교회 - 국가유산청 국가유산포털
- 본 문서에는 서울특별시에서 지식공유 프로젝트를 통해 퍼블릭 도메인으로 공개한 저작물을 기초로 작성된 내용이 포함되어 있습니다.